# Luise Krügerová
Luise Krügerová (11. ledna 1915 Drážďany – 13. června 2001 Drážďany) byla německá atletka, která startovala hlavně v hodu oštěpem. Získala bronzovou medaili v roce 1934 na Světových hrách v Londýně a stříbrnou medaili na LOH 1936 v Berlíně, za svou týmovou kolegyni Tilly Fleischerovou.